# Арарат (връх)
Вижте пояснителната страница за други значения на Арарат.
Връх Арарат (на турски: Ağrı Dağı) е най-високият връх в Арменското плато (5165 m). Той се намира в Североизточна Турция, провинция Агръ, на 16 km западно от Иран и 32 km южно от Армения. Състои от Голям Арарат – с височина 5 165 m и Малък Арарат – 3 914 m. Има около 30 ледника. Представлява заснежен конус на затихнал вулкан.
В библейската книга Битие се говори за планината като за мястото, където лежи Ноевият ковчег след Потопа, описан там.
Първото българско изкачване на върха е от Златан Силянов Златанов, турист от град София през лятото на 1928 г.,линк към регистър на Паметниците в София
бр.11 от 2009 г. вестник "Ехо" и бр.9 0т 2002 г. вестник "Ехо"

Източници

## Други
На Арарат е наречена улица в квартал „Кръстова вада“ в София (Карта).